# Butcher-Oemler-Effekt
Als Butcher-Oemler-Effekt wird der Überschuss an blauen Galaxien in weit entfernten Galaxienhaufen, verglichen mit solchen bei niedrigerer Entfernung, bezeichnet. Er wurde im Jahre 1978 von Harvey Butcher und Augustus Oemler jr. entdeckt.
Galaxienhaufen bei großer Entfernung werden wegen der endlichen Lichtgeschwindigkeit zu einem Zeitpunkt beobachtet, als das Universum jünger war als heute. Der zunehmende Anteil an blauen Galaxien mit der Entfernung (oder Rotverschiebung) entspricht also einer zeitlichen Entwicklung der Zusammensetzung von Galaxienhaufen im Sinne von abnehmendem Anteil an blauen Galaxien.
Die blaue Farbe von Galaxien ist ein Indikator für aktive Sternentstehung, es handelt sich dabei vorwiegend um Spiralgalaxien oder Irreguläre Galaxien. Der Großteil von Galaxien in Galaxienhaufen sind  Elliptische Galaxien, die wenig Gas enthalten und keine neuen Sterne bilden, während im Feld blaue, aktiv Sterne bildende Galaxien vorherrschen. Fällt nun eine Galaxie aus dem umgebenden Feld in einen Haufen ein, so tritt sie auf verschiedene Weise in Wechselwirkung mit dem intergalaktischen Medium und dem Gravitationsfeld des Haufens und anderer Galaxien im Haufen. Dadurch kommt es zum Verlust des interstellaren Gases und damit zur Unterdrückung der Sternentstehung. Die genauen physikalischen Mechanismen, die diese Transformation bewirken, sind Gegenstand aktiver Forschung. Die Beobachtung des Butcher-Oemler-Effekts spielt dabei eine wichtige Rolle.